# Indian Premier League 2020
Die Indian Premier League 2020 (offiziell: Indian Premier League 2020) war die dreizehnte Saison des im Twenty20-Format ausgetragenen Wettbewerbes für indische Cricket-Teams und ursprünglich für den Zeitraum zwischen dem 29. März und 24. Mai 2020 geplant. Anfangs wurde das Turnier wegen der weltweiten COVID-19-Pandemie auf unbestimmte Zeit verschoben, bevor am 2. August angekündigt wurde, es vom 19. September bis zum 10. November 2020 in den Vereinigten Arabischen Emiraten auszutragen. Im Finale konnten sich die Mumbai Indians mit 5 Wickets gegen die Delhi Capitals durchsetzen.

## Teilnehmer
Die acht teilnehmenden Franchises aus Indien sind:
- Chennai Super Kings
- Delhi Capitals
- Kings XI Punjab
- Kolkata Knight Riders
- Mumbai Indians
- Rajasthan Royals
- Royal Challengers Bangalore
- Sunrisers Hyderabad

## Stadien
Die folgenden Stadion wurden während des Turniers genutzt.
| Stadion                             | Stadt     | Kapazität |
| ----------------------------------- | --------- | --------- |
| Sheikh Zayed Cricket Stadium        | Abu Dhabi | 20.000    |
| Dubai International Cricket Stadium | Dubai     | 25.000    |
| Sharjah Cricket Association Stadium | Sharjah   | 27.000    |

## Format
Die acht Franchises spielen in einer Gruppe jeweils zwei Mal gegen jede andere Mannschaft. Dabei erhalten sie für jeden Sieg zwei, für jedes Unentschieden oder No Result einen Punkt. Die vier Erstplatzierten der Gruppe qualifizieren sich für die Playoffs die im Page-Playoff-System ausgetragen wurden.

## Kaderlisten
Die Teams durften einen Teil ihres Kaders aus der letzten Saison behalten und bei einer Auktion die offenen Plätze in ihrem Kader auffüllen. Insgesamt gab es bis zu 73 offene Plätze (da jedes Team maximal 25 Spieler beinhalten darf) und 338 Spieler in der Auktion am 19. Dezember 2019. Das Limit der Spielerkosten war pro Team mit 85 Crore (ca. 12 Millionen US-Dollar) vorgegeben. Nachdem das Turnier verschoben worden war, mussten einzelne Player ersetzt werden. Die folgenden Kader nahmen am Turnier teil:
| Twenty20 | Twenty20 | Twenty20 | Twenty20 |
| Chennai Super Kings | Delhi Capitals | Kings XI Punjab | Kolkata Knight Riders |
| --- | --- | --- | --- |
| - MS Dhoni (K) - Ambati Rayudu - KM Asif - Dwayne Bravo - Deepak Chahar - Piyush Chawla - Sam Curran - Faf du Plessis - Ruturaj Gaikwad - Josh Hazlewood - Ravindra Jadeja - Kedar Jadhav - Narayan Jagadeesan - R Sai Kishore - Lungi Ngidi - Mitchell Santner - Karn Sharma - Monu Singh - Imran Tahir - Shardul Thakur - Murali Vijay - Shane Watson                                                                              | - Shreyas Iyer (K) - R Ashwin - Alex Carey - Tushar Deshpande - Shikhar Dhawan - Shimron Hetmyer - Avesh Khan - Sandeep Lamichhane - Amit Mishra - Anrich Nortje - Rishabh Pant - Axar Patel - Harshal Patel - Keemo Paul - Kagiso Rabada - Ajinkya Rahane - Daniels Sams - Ishant Sharma - Mohit Sharma - Prithvi Shaw - Marcus Stoinis - Lalit Yadav                                           | - KL Rahul (K) - Mayank Agarwal - Murugan Ashwin - Ravi Bishnoi - Harpreet Brar - Sheldon Cottrell - Tajinder Dhillon - Chris Gayle - Deepak Hooda - Chris Jordan - Sarfaraz Khan - Krishnappa Gowtham - Glenn Maxwell - Karun Nair - Darshan Nalkande - James Neesham - Nicholas Pooran - Ishan Porel - Mujeeb Ur Rahman - Mohammed Shami - Arshdeep Singh - Mandeep Singh - Prabhsimran Singh - Jagadeesha Suchith - Hardus Viljoen | - Dinesh Karthik (K) - Tom Banton - Varun Chakravarthy - Pat Cummins - Lockie Ferguson - Shubman Gill - Chris Green - Prasidh Krishna - Siddhesh Lad - Shivam Mavi - Eoin Morgan - Nikhil Naik - Kamlesh Nagarkoti - Sunil Narine - Nitish Rana - Andre Russell - M Siddharth - Rinku Singh - Rahul Tripathi - Sandeep Warrier - Kuldeep Yadav                                                                              |
| Mumbai Indians | Rajasthan Royals | Royal Chall. Bangalore | Sunrisers Hyderabad |
| - Rohit Sharma (K) - Trent Boult - Jasprit Bumrah - Rahul Chahar - Nathan Coulter-Nile - Quinton de Kock - Digvijay Deshmukh - Mohsin Khan - Ishan Kishan - Dhawal Kulkarni - Chris Lynn - Mitchell McCleneghan - Hardik Pandya - Krunal Pandya - James Pattinson - Kieron Pollard - Anukul Roy - Sherfane Rutherford - Anmolpreet Singh - Prince Balwant Rai Singh - Aditya Tare - Saurabh Tiwary - Jayant Yadav - Suryakumar Yadav | - Steve Smith (K) - Varun Aaron - Jofra Archer - Jos Buttler - Tom Curran - Shreyas Gopal - Yashasvi Jaiswal - Anirudha Joshi - Mahipal Lomror - Mayank Markande - David Miller - Riyan Parag - Ankit Rajpoot - Anuj Rawat - Sanju Samson - Akash Singh - Shashank Singh - Ben Stokes - Rahul Tewatia - Oshane Thomas - Kartik Tyagi - Andrew Tye - Jaydev Unadkat - Robin Uthappa - Manan Vohra | - Virat Kohli (K) - Moeen Ali - Shahbaz Ahamad - Yuzvendra Chahal - AB de Villiers - Pavan Deshpande - Shivam Dube - Aaron Finch - Chris Morris - Pawan Negi - Devdutt Padikkal - Parthiv Patel - Joshua Philippe - Navdeep Saini - Gurkeerat Singh - Mohammed Siraj - Dale Steyn - Washington Sundar - Isuru Udana - Umesh Yadav - Adam Zampa                                                                                        | - David Warner (K) - Khaleel Ahmed - Fabian Allen - Jonny Bairstow - Sandeep Bavanaka - Priyam Garg - Shreevats Goswami - Siddarth Kaul - Rashid Khan - Bhuvneshwar Kumar - Mitchell Marsh - Mohammad Nabi - Shahbaz Nadeem - T Natarajan - Manish Pandey - Wriddhiman Saha - Abdul Samad - Abhishek Sharma - Vijay Shankar - Sandeep Sharma - Virat Singh - Billy Stanlake - Basil Thampi - Kane Williamson - Sanjay Yadav |

## Ergebnisse

### Tabelle
Die Tabelle der Vorrunde gestaltete sich wie folgt:
| Teams                  | Sp. | S | N | NR | P  | NRR    |
| ---------------------- | --- | - | - | -- | -- | ------ |
| Mumbai Indians         | 14  | 9 | 5 | 0  | 18 | +1.107 |
| Delhi Capitals         | 14  | 8 | 6 | 0  | 16 | −0.109 |
| Sunrisers Hyderabad    | 14  | 7 | 7 | 0  | 14 | +0.608 |
| Royal Chall. Bangalore | 14  | 7 | 7 | 0  | 14 | −0.172 |
| Kolkata Knight Riders  | 14  | 7 | 7 | 0  | 14 | −0.214 |
| Kings XI Punjab        | 14  | 6 | 8 | 0  | 12 | −0.162 |
| Chennai Super Kings    | 14  | 6 | 8 | 0  | 12 | −0.455 |
| Rajasthan Royals       | 14  | 6 | 8 | 0  | 12 | −0.596 |

| Qualifiziert fürs Halbfinale |
| ---------------------------- |

### Vorrunde
| 19. September Scorecard | Abu Dhabi | Mumbai Indians 162-9 (20)                 | – | Chennai Super Kings 166-5 (19.2) |
|                         |           | Chennai Super Kings gewinnt mit 5 Wickets |   |                                  |

Chennai gewann den Münzwurf und entschied sich als Feldmannschaft zu beginnen. Für Mumbai erzielte Saurabh Tiwary 42 Runs und Quinton de Kock 33 Runs. Bester Bowler für Chennai war Lungi Ngidi mit 3 Wickets für 38 Runs. Für Chennai erzielte Ambati Rayudu 71 Runs und Faf du Plessis 58 Runs. Für Chennai gab es fünf Bowler die jeweils 1 Wicket erzielten. Spieler des Spiels war Ambati Rayudu.
| 20. September Scorecard | Dubai | Delhi Capitals 157-8 (20) / 3/0 (0.2)                  | – | Kings XI Punjab 157-8 (20) / 2/2 (0.3) |
|                         |       | Unentschieden (Delhi Capitals gewinnt nach Super Over) |   |                                        |

Punjab gewann den Münzwurf und entschied sich als Feldmannschaft zu beginnen. Für Delhi erzielte Marcus Stoinis 53 Runs, Shreyas Iyer 39 Runs und Rishabh Pant 31 Rus. Bester Bowler für Punjab war Mohammed Shami mit 3 Wickets für 15 Runs. Für Punjab erzielte Mayank Agarwal 89 Runs. Für Delhi erzielten drei Bowler jeweils 2 Wickets: R Ashwin (für 2 Runs), Kagiso Rabada (für 28 Runs) und Marcus Stoinis (für 29 Runs). Spieler des Spiels war Marcus Stoinis.
| 21. September Scorecard | Dubai | Royal Chall. Bangalore 163-5 (20)               | – | Sunrisers Hyderabad 153 (19.4) |
|                         |       | Royal Challengers Bangalore gewinnt mit 10 Runs |   |                                |

Hyderabad gewann den Münzwurf und entschied sich als Feldmannschaft zu beginnen. Für Bangalore erzielte Devdutt Padikkal 56 Runs und AB de Villiers 51 Runs. Für Hyderabad erzielten drei Bowler jeweils 1 Wicket. Für Hyderabad erzielte Jonny Bairstow 61 Runs und Manish Pandey 34 Runs. Bester Bowler für Bangalore war Yuzvendra Chahal mit 3 Wickets für 18 Runs, der auch als Spieler des Spiels ausgezeichnet wurde.
| 22. September Scorecard | Sharjah | Rajasthan Royals 216-7 (20)          | – | Chennai Super Kings 200-6 (20) |
|                         |         | Rajasthan Royals gewinnt mit 16 Runs |   |                                |

Chennai gewann den Münzwurf und entschied sich als Feldmannschaft zu beginnen. Für Rajasthan erzielte Sanju Samson 74 Runs und Steve Smith 69 Runs. Bester Bowler für Chennai war Sam Curran mit 3 Wickets für 33 Runs. Für Chennai erzielte Faf du Plessis 72 Runs und Shane Watson 33 Runs. Bester Bowler für Rajasthan war Rahul Tewatia mit 3 Wickets für 37 Runs. Spieler des Spiels war Sanju Samson.
| 23. September Scorecard | Abu Dhabi | Mumbai Indians 195-5 (20)          | – | Kolkata Knight Riders 146-9 (20) |
|                         |           | Mumbai Indians gewinnt mit 49 Runs |   |                                  |

Kolkata gewann den Münzwurf und entschied sich als Feldmannschaft zu beginnen. Für Mumbai erzielte Rohit Sharma 80 Runs und Suryakumar Yadav 47 Runs. Bester Bowler für Kolkata war Shivam Mavi mit 2 Wickets für 32 Runs. Für Kolkata erzielte Pat Cummins 33 Runs und Dinesh Karthik 30 Runs. Für Mumbai erzielten vier Spieler 2 Wickets. Spieler des Spiels war Rohit Sharma.
| 24. September Scorecard | Dubai | Kings XI Punjab 206-3 (20)          | – | Royal Chall. Bangalore 109 (17) |
|                         |       | Kings XI Punjab gewinnt mit 97 Runs |   |                                 |

Bangalore gewann den Münzwurf und entschied sich als Feldmannschaft zu beginnen. Für Punjab erzielte KL Rahul 132* Runs. Bester Bowler für Bangalore war Shivam Dube mit 2 Wickets für 33 Runs. Für Bangalore erzielte Washington Sundar 30 Runs. Die besten Bowler für Punjab waren Murugan Ashwin mit 3 Wickets für 21 Runs und Ravi Bishnoi für 3 Wickets für 32 Runs. Spieler des Spiels war KL Rahul.
| 25. September Scorecard | Dubai | Delhi Capitals 175-3 (20)          | – | Chennai Super Kings 131-7 (20) |
|                         |       | Delhi Capitals gewinnt mit 44 Runs |   |                                |

Chennai gewann den Münzwurf und entschied sich als Feldmannschaft zu beginnen. Für Delhi erzielt Prithvi Shaw 64 Runs, Rishabh Pant 37 Runs und Shikhar Dhawan 35 Runs. Bester Bowler für Chennai war Piyush Chawla mit 2 Wickets für 33 Runs. Für Chennai erzielte Faf du Plessis 43 Runs. Bester Bowler für Delhi war Kagiso Rabada mit 3 Wickets für 26 Runs. Spieler des Spiels war Prithvi Shaw.
| 26. September Scorecard | Abu Dhabi | Sunrisers Hyderabad 142-4 (20)              | – | Kolkata Knight Riders 145-3 (18) |
|                         |           | Kolkata Knight Riders gewinnt mit 7 Wickets |   |                                  |

Hyderabad gewann den Münzwurf und entschied sich als Schlagmannschaft zu beginnen. Für Hyderabad erzielte Manish Pandey 51 Runs, David Warner 36 Runs und Wriddhiman Saha 30 Runs. Für Kolkata erzielten drei Spieler jeweils 1 Wicket. Für Kolkata erzielte Shubman Gill 70 Runs und Eoin Morgan 42* Runs. Spieler des Spiels war Shubman Gill.
| 27. September Scorecard | Sharjah | Kings XI Punjab 223-2 (20)             | – | Rajasthan Royals 226-6 (20) |
|                         |         | Rajasthan Royals gewinnt mit 4 Wickets |   |                             |

Rajasthan gewann den Münzwurf und entschied sich als Feldmannschaft zu beginnen. Für Punjab erzielte Mayank Agarwal ein Century über 106 Runs in 50 Bällen und KL Rahul 69 Runs. Für Rajasthan erzielten zwei Spieler jeweils 1 Wicket. Für Rajasthan erzielte Sanju Samson 85 Runs, Rahul Tewatia 53 Runs und Steven Smith 50 Runs. Bester Bowler für Punjab war Mohammed Shami mit 3 Wickets für 53 Runs. Spieler des Spiels war Sanju Samson.
| 28. September Scorecard | Dubai | Royal Chall. Bangalore 201-3 (20) / 11/0 (1)             | – | Mumbai Indians 201-5 (20) / 7/1 (1) |
|                         |       | Unentschieden (Rajasthan Royals gewinnt nach Super Over) |   |                                     |

Mumbai gewann den Münzwurf und entschied sich als Feldmannschaft zu beginnen. Für Bangalore erzielte AB de Villiers 55 Runs, Devdutt Padikkal 54 Runs und Aaron Finch 52 Runs. Bester Bowler für Mumbai war Trent Boult mit 2 Wickets für 34 Runs. Für Mumbai erzielte Ishan Kishan 99 Runs und Kieron Pollard 60* Runs. Bester Bowler für Bangalore war Isuru Udana mit 2 Wickets und 45 Runs. Spieler des Spiels war
| 29. September Scorecard | Abu Dhabi | Sunrisers Hyderabad 162-4 (20)          | – | Delhi Capitals 147-7 (20) |
|                         |           | Sunrisers Hyderabad gewinnt mit 15 Runs |   |                           |

Delhi gewann den Münzwurf und entschied sich als Feldmannschaft zu beginnen. Für Hyderabad konnten Jonny Bairstow 53 Runs, David Warner 45 Runs und Kane Williamson 41 Runs erzielen. Beste Bowler für Delhi waren Kagiso Rabada mit 2 Wickets für 21 Runs und Amit Mishra mit 2 Wickets für 35 Runs. Für Hyderabad erzielte Shikhar Dhawan 34 Runs. Bester Bowler für Hyderabad war Rashid Khan mit 3 Wickets für 14 Runs. Als Spieler des Spiels wurde Rashid Khan ausgezeichnet.
| 30. September Scorecard | Dubai | Kolkata Knight Riders 174-6 (20)          | – | Rajasthan Royals 137-9 (20) |
|                         |       | Kolkata Knight Riders gewinnt mit 37 Runs |   |                             |

Rajasthan gewann den Münzwurf und entschied sich als Feldmannschaft zu beginnen. Für Kolkata erzielte Shubman Goll 47 Runs und Eoin Morgan 34* Runs. Bester Bowler für Rajasthan war Jofra Archer mit 2 Wickets für 18 Runs. Für Rajasthan erzielte Tom Curran 54 Runs. Für Kolkata erzielten drei Bowler jeweils 2 Wickets: Kamlesh Nagarkoti (für 13 Runs), Shivam Mavi (für 20 Runs) und Varun Chakravarthy (für 25 Runs). Als Spieler des Spiels wurde Shivam Mavi ausgezeichnet.
| 1. Oktober Scorecard | Abu Dhabi | Mumbai Indians 191-4 (20)         | – | Kings XI Punjab 143-8 (20) |
|                      |           | Mumbai Indians gewinnt mi 48 Runs |   |                            |

Punjab gewann den Münzwurf und entschied sich als Feldmannschaft zu beginnen. Für Mumbai erzielte Rohit Sharma 70 Runs, Kieron Pollard 47 Runs und Hardik Pandya 30 Runs. Für Punjab erzielten drei Spieler jeweils 1 Wicket. Für Punjab erzielte Nicholas Pooran 44 Runs. Für Mumbai erzielten drei Bowler jeweils 2 Wickets: Jasprit Bumrah (für 18 Runs), Rahul Chahar (für 26 Runs) und James Pattinson (für 28 Runs). Als Spieler des Spiels wurde Kieron Pollard ausgezeichnet.
| 2. Oktober Scorecard | Dubai | Sunrisers Hyderabad 164-5 (20)         | – | Chennai Super Kings 157-5 (20) |
|                      |       | Sunrisers Hyderabad gewinnt mit 7 Runs |   |                                |

Hyderabad gewann den Münzwurf und entschied sich als Schlagmannschaft zu beginnen. Für Hyderabad erzielte Priyam Garg 51 Runs und Abhishek Sharma 31 Runs. Bester Bowler für Chennai war Deepak Chahar mit 2 Wickets für 31 Runs. Für Chennai erzielten Ravindra Jadeja 50 Runs und Mahendra Singh Dhoni 47 Runs. Bester Bowler für Chennai war T Natarajan mit 2 Wickets für 43 Runs. Als Spieler des Spiels wurde Rriyam Garg ausgezeichnet.
| 3. Oktober Scorecard | Abu Dhabi | Rajasthan Royals 154-6 (20)                       | – | Royal Chall. Bangalore 158-2 (19.1) |
|                      |           | Royal Challengers Bangalore gewinnt mit 8 Wickets |   |                                     |

Rajasthan gewann den Münzwurf und entschied sich als Schlagmannschaft zu beginnen. Für Rajasthan erzielte Mahipal Lomror 47 Runs. Bester Bowler für Bangalore war Yuzvendra Chahal mit 3 Wickets für 24 Runs. Für Bangalore erzielte Virat Kohli 72 Runs und
Devdutt Padikkal 63 Runs. Für Rajasthan erzielten zwei Bowler jeweils 1 Wicket. Als Spieler des Spiels wurde Yuzvendra Chahal ausgezeichnet.
| 3. Oktober Scorecard | Sharjah | Delhi Capitals 228-4 (20)          | – | Kolkata Knight Riders 210-8 (20) |
|                      |         | Delhi Capitals gewinnt mit 18 Runs |   |                                  |

Kolkata gewann den Münzwurf und entschied sich als Feldmannschaft zu gewinnen. Für Delhi erzielte Shreyas Iyer 88* Runs, Prithvi Shaw 66 Runs und Rishabh Pant 38 Runs. Bester Bowler für Kolkata war Andre Russell mit 2 Wickets für 29 Runs. Für Kolkata Nitish Rana 58 Runs, Eoin Morgan 44 Runs und Rahul Tripathi 36 Runs. Bester Bowler für Delhi war Anrich Nortje mit 3 Wickets für 33 Runs. Als Spieler des Spiels wurde Shreyas Iyer ausgezeichnet.
| 4. Oktober Scorecard | Sharjah | Mumbai Indians 208-5 (20)          | – | Sunrisers Hyderabad 174-7 (20) |
|                      |         | Mumbai Indians gewinnt mit 34 Runs |   |                                |

Mumbai gewann den Münzwurf und entschied sich als Schlagmannschaft zu beginnen. Für Mumbai erzielte Quinton de Kock 67 Runs und Ishan Kishan 31 Runs. Die besten Bowler für Hyderabad waren Sandeep Sharma mit 2 Wickets für 41 uRuns und Siddarth Kaul mit zwei Wickets und 64 Runs. Für Hyderabad erzielte David Warner 60 Runs und Manish Pandey 30 Runs. Für Mumbai erzielten drei Bowler 2 Wickets. Als Spieler des Spiels wurde Trent Boult ausgezeichnet.
| 4. Oktober Scorecard | Dubai | Kings XI Punjab 178-4 (20)                 | – | Chennai Super Kings 181-0 (17.4) |
|                      |       | Chennai Super Kings gewinnt mit 10 Wickets |   |                                  |

Punjab gewann den Münzwurf und entschied sich als Schlagmannschaft zu beginnen. Für Punjab erzielte KL Rahul 63 Runs und Nicholas Pooran 33 Runs. Bester Bowler für Chennai war Shardul Thakur mit 2 Wickets für 39 Runs. Für Chennai erzielte Faf du Plessis 87* Runs und Shane Watson 83* Runs. Chennai erzielte keine Wickets. Als Spieler des Spiels wurde Shane Watson ausgezeichnet.
| 5. Oktober Scorecard | Dubai | Delhi Capitals 196-4 (20)          | – | Royal Chall. Bangalore 137-9 (20) |
|                      |       | Delhi Capitals gewinnt mit 59 Runs |   |                                   |

Bangalore gewann den Münzwurf und entschied sich als Feldmannschaft zu beginnen. Für Delhi erzielte Marcus Stoinis 52* Runs, Prithvi Shaw 42 Runs, Rishabh Pant 37 Runs und Shikhar Dhawan 32 Runs. Bester Bowler für Bangalore war Mohammed Siraj mit 2 Wickets für 34 Runs. Für Bangalore erzielte Virat Kohli 43 Runs. Bester Bowler für Delhi war Kagiso Rabada mit 4 Wickets für 24 Runs. Als Spieler des Spiels wurde Axar Patel ausgezeichnet.
| 6. Oktober Scorecard | Abu Dhabi | Mumbai Indians 193-4 (20)          | – | Rajasthan Royals 136 (18.1) |
|                      |           | Mumbai Indians gewinnt mit 57 Runs |   |                             |

Mumbai gewann den Münzwurf und entschied sich als Schlagmannschaft zu beginnen. Für Mumbai erzielte Suryakumar Yadav 79* Runs, Rohit Sharma 35 Runs und Hardik Pandya 30 Runs. Bester Bowler für Rajasthan war Shreyas Gopal mit 2 Wickets für 28 Runs. Für Rajasthan erzielte Jos Butler 70 Runs. Bester Bowler für Mumbai war Jasprit Bumrah mit 4 Wickets für 20 Runs. Als Spieler des Spiels wurde Suryakumar Yadav ausgezeichnet.
| 7. Oktober Scorecard | Abu Dhabi | Kolkata Knight Riders 167 (20)            | – | Chennai Super Kings 157-5 (20) |
|                      |           | Kolkata Knight Riders gewinnt mit 10 Runs |   |                                |

Kolkata gewann den Münzwurf und entschied sich als Schlagmannschaft zu beginnen. Für Kolkata erzielte Rahul Tripathi 81 Runs#. Bester Bowler für Chennai war Dwayne Bravo mit 3 Wickets für 37 Runs. Für Chennai erzielte Share Watson 50 Runs und Ambati Rayudu 30 Runs. Für Kolkata erzielten 5 Bowler jeweils 1 Wicket. Als Spieler des Spiels wurde Rahul Tripathi ausgezeichnet.
| 8. Oktober Scorecard | Dubai | Sunrisers Hyderabad 201-6 (20)          | – | Kings XI Punjab 132 (16.5) |
|                      |       | Sunrisers Hyderabad gewinnt mit 69 Runs |   |                            |

Hyderabad gewann den Münzwurf und entschied sich als Schlagmannschaft zu beginnen. Für Hyderabad erzielte Jonny Bairstow 97 Runs und David Warner 52 Runs. Der beste Bowler für Punjab war Ravi Bishnoi mit 3 Wickets für 29 Runs. Für Punjab erzielte Nicholas Pooran 77 Runs. Bester Bowler für Hyderabad war Rashid Khan mit 3 Wickets für 12 Runs. Als Spieler des Spiels wurde Jonny Bairstow ausgezeichnet.
| 9. Oktober Scorecard | Sharjah | Delhi Capitals 184-8 (20)          | – | Rajasthan Royals 138 (19.4) |
|                      |         | Delhi Capitals gewinnt mit 46 Runs |   |                             |

Rajasthan gewann den Münzwurf und entschied sich als Feldmannschaft zu beginnen. Für Delhi erzielte Shimron Hetmyer 45 Runs und Marcus Stoinis 39 Runs. Bester Bowler für Rajasthan war Jofra Archer mit 3 Wickets für 24 Runs. Für Rajasthan erzielten Rahul Tewatia 38 Runs und Yashasvi Jaiswal mit 34 Runs. Bester Bowler für Delhi war Kagiso Rabada mit 3 Wickets für 35 Runs. Als Spieler des Spiels wurde Ravichandran Ashwin ausgezeichnet.
| 10. Oktober Scorecard | Abu Dhabi | Kolkata Knight Riders 164-6 (20)         | – | Kings XI Punjab 162-5 (20) |
|                       |           | Kolkata Knight Riders gewinnt mit 2 Runs |   |                            |

Kolkata gewann den Münzwurf und entschied sich als Schlagmannschaft zu beginnen. Für Kolkata erzielte Dinesh Karthik 58 Runs und Shubman Gill  57 Runs. Für Punjab erzielten drei Bowler jeweils 1 Wicket. Für Punjab erzielte K. L. Rahul 74 Runs und Mayank Agarwal 56 Runs. Bester Bowler für Kolkata war Prasidh Krishna mit 3 Wickets für 29 Runs. Als Spieler des Spiels wurde Dinesh Karthik ausgezeichnet.
| 10. Oktober Scorecard | Dubai | Royal Chall. Bangalore 169-4 (20)              | – | Chennai Super Kings 132-8 (20) |
|                       |       | Royal Challenger Bangalore gewinnt mit 37 Runs |   |                                |

Bangalore gewann den Münzwurf und entschied sich als Schlagmannschaft zu beginnen. Für Bangalore erzielte Virat Kohli 90* Runs und Devdutt Padikkal 33 Runs. Bester Bowler für Chennai war Shardui Thakur mit 2 Wickets für 40 Runs. Für Chennai erzielte Ambati Rayudu 42 Runs. Bester Bowler für Bangalore war Chris Morris mit 3 Wickets für 19 Runs. Als Spieler des Spiels wurde Virat Kohli ausgezeichnet.
| 11. Oktober Scorecard | Dubai | Sunrisers Hyderabad 158-4 (20)         | – | Rajasthan Royals 163-5 (19.5) |
|                       |       | Rajasthan Royals gewinnt mit 5 Wickets |   |                               |

Hyderabad gewann den Münzwurf und entschied sich als Schlagmannschaft zu beginnen. Für Hyderabad erzielte Manish Pandey 54 Runs und David Warner 48 Runs. Für Rajasthan erzielten vier Bowler jeweils 1 Wicket. Für Rajasthan erzielte Rahul Tewatia 45* Runs und Riyan Parag 42* Runs. Bester Bowle für Hyderabad war Rashid Khan mit 2 Wickets für 23 Runs und Khaleel Ahmed mit 2 Wickets für 25 Runs. Als Spieler des Spiels wurde Rahul Tewatia ausgezeichnet.
| 11. Oktober Scorecard | Abu Dhabi | Delhi Capitals 162-4 (20)            | – | Mumbai Indians 166-5 (19.4) |
|                       |           | Mumbai Indians gewinnt mit 5 Wickets |   |                             |

Delhi gewann den Münzwurf und entschied sich als Schlagmannschaft zu beginnen. Für Delhi erzielte Shikhar Dhawan 69* Runs und Shreyas Iyer 42 Runs. Bester Bowler für Mumbai war Krunal Pandya mit 2 Wickets für 26 Runs. Für Mumbai erzielten Suryakumar Yadav und Quinton de Kock jeweils 53 Runs. Bester Bowler für Delhi waren Kagiso Rabada mit 2 Wickets für 28 Runs. Als Spieler des Spiels wurde Quinton de Kock ausgezeichnet.
| 12. Oktober Scorecard | Sharjah | Royal Chall. Bangalore 194-2 (20)              | – | Kolkata Knight Riders 112-9 (20) |
|                       |         | Royal Challenger Bangalore gewinnt mit 82 Runs |   |                                  |

Bangalore gewann den Münzwurf und entschied sich als Schlagmannschaft zu beginnen. Für Bangalore erzielte AB de Villiers 73* Runs, Aaron Finch 47 Runs, Virat Kohli 33* Runs und Devdutt Padikkal 32 Runs. Für Kolkata erzielten zwei Bowler jeweils 1 Wicket. Für Kolkata erzielte Shubman Gill 34 Runs. Beste Bowler für Bangalore waren Chris Morris mit 2 Wickets für 17 Runs und Washington Sunder mit 2 Wickets für 20 Runs. Als Spieler des Spiels wurde AB de Villiers ausgezeichnet.
| 13. Oktober Scorecard | Dubai | Chennai Super Kings 167-6 (20)          | – | Sunrisers Hyderabad 147-8 (20) |
|                       |       | Chennai Super Kings gewinnt mit 20 Runs |   |                                |

Chennai gewann den Münzwurf und entschied sich als Schlagmannschaft zu beginnen. Für Chennai erzielte Shane Watson 42 Runs und Ambati Rayudu 41 Runs. Beste Bowler für Hyderabad waren mit jeweils 2 Wickets Sandeep Sharma (für 19 Runs), T Natarajan (für 41 Runs) und Khaleel Ahmed (für 45 Runs). Für Hyderabad erzielte Kane Williamson 57 Runs. Beste Bowler für Chennai waren Dwayne Bravo mit 2 Wickets für 25 Runs und Karn Sharma mit 2 Wickets für 37 Runs. Als Spieler des Spiels wurde Ravindra Jadeja ausgezeichnet.
| 14. Oktober Scorecard | Dubai | Delhi Capitals 161-7 (20)          | – | Rajasthan Royals 148-8 (20) |
|                       |       | Delhi Capitals gewinnt mit 13 Runs |   |                             |

Delhi gewann den Münzwurf und entschied sich als Schlagmannschaft zu beginnen. Für Delhi erzielte Shikar Dhawan 57 Runs und Shreyas Iyer 53 Runs. Bester Bowler für Rajasthan war Jofra Archer mit 3 Wickets für 19 Runs. Für Rajasthan erzielte Ben Stokes 41 Runs und
Robin Uthappa 32 Runs. Beste Bowler für Delhi waren Anrich Nortje mit 2 Wickets für 33 Runs und Tushar Deshpande mit 2 Wickets für 37 Runs. Als Spieler des Spiels wurde Anrich Nortje ausgezeichnet.
| 15. Oktober Scorecard | Abu Dhabi | Royal Chall. Bangalore 171-6 (20)     | – | Kings XI Punjab 172-2 (20) |
|                       |           | Kings XI Punjab gewinnt mit 8 Wickets |   |                            |

Bangalore gewann den Münzwurf und entschied sich als Schlagmannschaft zu beginnen. Für Bangalore erzielte Virat Kohli 48 Runs. Beste Bowler für Delhi waren Murugan Ashwin mit 2 Wickets für 23 Runs und Mohammed Shami mit 2 Wickets für 45 Runs. Für Punjab erzielte KL Rahul 61 Runs, Chris Gayle 53 Runs und Mayank Agarwal 45 Runs. Für Bangalore konnte nur Yuzvendra Chahal ein Wicket erzielen. Als Spieler des Spiels wurde KL Rahul ausgezeichnet.
| 16. Oktober Scorecard | Abu Dhabi | Kolkata Knight Riders 148-5 (20)     | – | Mumbai Indians 149-2 (16.5) |
|                       |           | Mumbai Indians gewinnt mit 8 Wickets |   |                             |

Kolkata gewann den Münzwurf und entschied sich als Schlagmannschaft zu beginnen. Für Kolkata erzielte Pat Cummins 53 Runs und Eoin Morgan 39 Runs. Bester Bowler für Mumbai war Rahul Chahar mit 2 Wickets für 18 Runs. Für Mumbai erzielte Quinton de Kock 78 Runs und Rohit Sharma 35 Runs. Zwei Bowler erzielten für Kolkata ja 1 Wicket. Als Spieler des Spiels wurde Quinton de Kock ausgezeichnet.
| 17. Oktober Scorecard | Dubai | Rajasthan Royals 177-6 (20)                       | – | Royal Chall. Bangalore 179-3 (19.4) |
|                       |       | Royal Challengers Bangalore gewinnt mit 7 Wickets |   |                                     |

Rajasthan gewann den Münzwurf und entschied sich als Schlagmannschaft zu beginnen. Für Rajasthan erzielte Steven Smith 57 Runs und Robin Uthappa 41 Runs. Bester Bowler für Bangalore war Chris Morris mit 4 Wickets für 26 Runs. Für Bangalore erzielte AB de Villiers 55* Runs, Virat Kohli 43 Runs und Devdutt Padikkal 35 Runs. Drei Bowler erzielten für Kolkata ja 1 Wicket. Als Spieler des Spiels wurde AB de Villiers ausgezeichnet.
| 17. Oktober Scorecard | Sharjah | Chennai Super Kings 179-4 (20) | – | Delhi Capitals 185-5 (20) |
|                       |         |                                |   |                           |

Chennai gewann den Münzwurf und entschied sich als Schlagmannschaft zu beginnen. Für Rajasthan erzielte Faf du Plessis 58 Runs, Ambati Rayudu 45* Runs, Shane Watson 34 Runs und Ravindra Jadeja 33 Runs. Bester Bowler für Delhi war Anrich Nortje mit 2 Wickets für 44 Runs. Für Delhi erzielte Shikar Dhawan 101* Runs in 58 Bällen. Bester Bowler für Chennai war Deepak Chahar mit 2 Wickets für 18 Runs. Als Spieler des Spiels wurde Shikar Dhawan ausgezeichnet.
| 18. Oktober Scorecard | Abu Dhabi | Kolkata Knight Riders 163-5 (20) / 3/0 (0.3)                  | – | Sunrisers Hyderabad 163-6 (20) / 2/2 (0.3) |
|                       |           | Unentschieden (Kolkata Knight Riders gewinnt nach Super Over) |   |                                            |

Hyderabad gewann den Münzwurf und entschied sich als Feldmannschaft zu beginnen. Für Kolkata erzielte Shubman Gill 36 Runs und Eoin Morgan 34 Runs. Bester Bowler für Hyderabad war T Natarajan mit 2 Wickets für 40 Runs. Für Hyderabad erzielte David Warner 47* Runs und Jonny Bairstow 36 Runs. Bester Bowler für Kolkata war Lockie Ferguson mit 3 Wickets für 15 Runs. Als Spieler des Spiels wurde Lockie Ferguson ausgezeichnet.
| 18. Oktober Scorecard | Dubai | Mumbai Indians 176-6 (20) / 16/2 (2)                    | – | Kings XI Punjab 176-6 (20) / 20/0 (1.4) |
|                       |       | Unentschieden (Kings XI Punjab gewinnt nach Super Over) |   |                                         |

Mumbai gewann den Münzwurf und entschied sich als Schlagmannschaft zu beginnen. Für Mumbai erzielte Quinton de Kock 53 Runs, Kieron Pollard 34* Runs und Krunal Pandya 34 Runs. Beste Bowler für Punjab waren Mohammed Shami mit 2 Wickets für 30 Runs und Arshdeep Singh mit 2 Wickets für 35 Runs. Für Punjab erzielte KL Rahul 77 Runs. Bester Bowler für Mumbai war Jasprit Bumrah mit 3 Wickets für 24 Runs. Als Spieler des Spiels wurde KL Rahul ausgezeichnet.
| 19. Oktober Scorecard | Abu Dhabi | Chennai Super Kings 125-5 (20)         | – | Rajasthan Royals 126-3 (20) |
|                       |           | Rajasthan Royals gewinnt mit 7 Wickets |   |                             |

Chennai gewann den Münzwurf und entschied sich als Schlagmannschaft zu beginnen. Für Chennai erzielte Ravindra Jadeja 35* Runs. Vier Bowler erzielten für Rajasthan jeweils 1 Wicket. Für Rajasthan erzielte Jos Buttler 70 Runs. Bester Bowler für Chennai war
Deepak Chahar mit 2 Wickets für 18 Runs. Als Spieler des Spiels wurde Jos Buttler ausgezeichnet.
| 20. Oktober Scorecard | Dubai | Delhi Capitals 164-5 (20)            | – | Kings XI Punjab 167-5 (19) |
|                       |       | Kings XI Punjab gewann mit 5 Wickets |   |                            |

Delhi gewann den Münzwurf und entschied sich als Schlagmannschaft zu beginnen. Für Delhi erzielte Shikhar Dhawan 106* Runs in 61 Bällen. Bester Bowler für Punjab war Mohammed Shami mit 2 Wickets für 28 Runs. Für Punjab erzielte Nicholas Pooran 53 Runs und Glenn Maxwell 32 Runs. Bester Bowler für Delhi war Kagiso Rabada mit 2 Wickets für 27 Runs. Als Spieler des Spiels wurde Shikhar Dhawan ausgezeichnet.
| 21. Oktober Scorecard | Abu Dhabi | Kolkata Knight Riders 84-8 (20)                   | – | Royal Chall. Bangalore 85-2 (13.3) |
|                       |           | Royal Challengers Bangalore gewinnt mit 8 Wickets |   |                                    |

Kolkata gewann den Münzwurf und entschied sich als Schlagmannschaft zu beginnen. Für Kolkata erzielte Eoin Morgan 30 Runs. Bester Bowler für Bangalore war Mohammed Siraj mit 3 Wickets für 8 Runs. Für Bangalore erzielte Devdutt Padikkal 25 Runs. Für Kolkata erzielte Lockie Ferguson das einzige Wicket. Als Spieler des Spiels wurde Mohammed Siraj ausgezeichnet.
| 22. Oktober Scorecard | Dubai | Rajasthan Royals 154-6 (20)               | – | Sunrisers Hyderabad 156-2 (18.1) |
|                       |       | Sunrisers Hyderabad gewinnt mit 8 Wickets |   |                                  |

Hyderabad gewann den Münzwurf und entschied sich als Feldmannschaft zu beginnen. Für Rajasthan erzielte Sanju Samson 36 Runs und Ben Stokes 30 Runs. Bester Bowler für Hyderabad war Jason Holder mit 3 Wickets für 33 Runs. Für Rajasthan erzielte Manish Pandey 83 Runs und Vijay Shankar 52 Runs. Bester Bowler für Hyderabad war Jofra Archer mit 2 Wickets für 21 Runs. Als Spieler des Spiels wurde Manish Pandey ausgezeichnet.
| 23. Oktober Scorecard | Sharjah | Chennai Super Kings 114-9 (20)        | – | Mumbai Indians 116-0 (12.2) |
|                       |         | Mumbai Indians gewinnt mit 10 Wickets |   |                             |

Mumbai gewann den Münzwurf und entschied sich als Feldmannschaft zu beginnen. Für Chennai erzielte Sam Curran 52 Runs. Bester Bowler für Mumbai war Trent Boult mit 4 Wickets für 18 Runs. Für Mumbai erzielte Ishan Kishan 68 Runs und Quinton de Kock 46 Runs. Als Spieler des Spiels wurde Trent Boult ausgezeichnet.
| 24. Oktober Scorecard | Abu Dhabi | Kolkata Knight Riders 194-6 (20)          | – | Delhi Capitals 135-9 (20) |
|                       |           | Kolkata Knight Riders gewinnt mit 59 Runs |   |                           |

Delhi gewann den Münzwurf und entschied sich als Feldmannschaft zu beginnen. Für Kolkate erzielte Nitish Rana 81 Runs und Sunil Narine 64 Runs. Für Delhi erzielten drei Bowler jeweils 2 Wickets: Anrich Nortje (für 27 Runs), Kagiso Rabada (für 33 Runs) und Marcus Stoinis (für 41 Runs). Für Delhi erzielte Shreyas Iyer 47 Runs. Bester Bowler für Kolkata war Varun Chakravarthy mit 5 Wickets für 20 Runs. Als Spieler des Spiels wurde Varun Chakravarthy ausgezeichnet.
| 24. Oktober Scorecard | Dubai | Kings XI Punjab 126-7 (20)          | – | Sunrisers Hyderabad 114 (19.5) |
|                       |       | Kings XI Punjab gewinnt mit 12 Runs |   |                                |

Hyderabad gewann den Münzwurf und entschied sich als Feldmannschaft zu beginnen. Für Punjab erzielte Nicholas Pooran 32 Runs. Für Hyderabad erzielten drei Bowler jeweils 2 Wickets: Rashid Khan (für 14 Runs), Jason Holder (für 27 Runs) und Sandeep Sharma (für 29 Runs). Für Uyderabad erzielte David Warner 35 Runs. Beste Bowler für Punjab waren Chris Jordan mit 3 Wickets für 17 Runs und Arshdeep Singh mit 3 Wickets für 23 Runs. Als Spieler des Spiels wurde Chris Jordan ausgezeichnet.
| 25. Oktober Scorecard | Dubai | Royal Chall. Bangalore 145-6 (20)         | – | Chennai Super Kings 150-2 (18.4) |
|                       |       | Chennai Super Kings gewinnt mit 8 Wickets |   |                                  |

Bangalore gewann den Münzwurf und entschied sich als Schlagmannschaft zu beginnen. Für Bangalore erzielte Virat Kohli 50 Runs und AB de Villiers 39 Runs. Bester Bowler für Chennai war Sam Curran mit 3 Wickets für 19 Runs. Für Chennai erzielte Ruturaj Gaikwad 65 Runs und Ambati Rayudu 39 Runs. Für Bangalore erzielten zwei Spieler jeweils 1 Wicket. Als Spieler des Spiels wurde Ruturaj Gaikwad ausgezeichnet.
| 25. Oktober Scorecard | Abu Dhabi | Mumbai Indians 195-5 (20)              | – | Rajasthan Royals 196-2 (18.2) |
|                       |           | Rajasthan Royals gewinnt mit 8 Wickets |   |                               |

Mumbai gewann den Münzwurf und entschied sich als Schlagmannschaft zu beginnen. Für Mumbai erzielte Hardik Pandya 60 Runs, Suryakumar Yadav 40 Runs, Ishan Kishan 37 Runs und Saurabh Tiwary 34 Runs. Beste Bowler für Rajasthan waren Shreyas Gopal mit 2 Wickets für 30 Runs und Jofra Archer mit 2 Wickets für 31 Runs. Für Rajasthan erzielte Ben Stokes 107 Runs in 60 Bällen und Sanju Samson 54 Runs. Bester Bowler für Mumbai war James Pattinson mit 2 Wickets für 40 Runs. Als Spieler des Spiels wurde Ben Stokes ausgezeichnet.
| 26. Oktober Scorecard | Sharjah | Kolkata Knight Riders 149-9 (20)      | – | Kings XI Punjab 150-2 (18.5) |
|                       |         | Kings XI Punjab gewinnt mit 8 Wickets |   |                              |

Punjab gewann den Münzwurf und entschied sich als Feldmannschaft zu beginnen. Für Kolkata erzielte Shubman Gill 57 Runs und Eoin Morgan 40 Runs. Bester Bowler für Punjab war Mohammed Shami mit 3 Wickets für 35 Runs. Für Punjab erzielte Mandeep Singh 66* Runs und Chris Gayle 51 Runs. Für Kolkata erzielten zwei Spieler jeweils 1 Wicket. Als Spieler des Spiels wurde Chris Gayle ausgezeichnet.
| 27. Oktober Scorecard | Dubai | Sunrisers Hyderabad 219-2 (20)          | – | Delhi Capitals 131 (19) |
|                       |       | Sunrisers Hyderabad gewinnt mit 88 Runs |   |                         |

Delhi gewann den Münzwurf und entschied sich als Feldmannschaft zu beginnen. Für Hyderabad erzielte Wriddhiman Saha 87 Runs, David Warner 66 Runs und Manish Pandey 44 Runs. Für Delhi erzielten zwei Spieler jeweils 1 Wicket. Für Delhi erzielte Rishabh Pant 36 Runs. Bester Bowler für Hyderabad war Rashid Khan mit 3 Wickets für 7 Runs. Als Spieler des Spiels wurde Wriddhiman Saha ausgezeichnet.
| 28. Oktober Scorecard | Abu Dhabi | Royal Chall. Bangalore 164-6 (20)    | – | Mumbai Indians 166-5 (19.1) |
|                       |           | Mumbai Indians gewinnt mit 5 Wickets |   |                             |

Mumbai gewann den Münzwurf und entschied sich als Feldmannschaft zu beginnen. Für Bangalore erzielte Devdutt Padikkal 74 Runs und Josh Philipp 33 Runs. Bester Bowler für Mumbai war Jasprit Bumrah mit 3 Wickets für 14 Runs. Für Mumbai erzielte Suryakumar Yadav 79* Runs. Beste Bowler für Hyderabad waren Mohammed Siraj mit 2 Wickets für 28 Runs und Yuzvendra Chahal mit 2 Wickets für 37 Runs. Als Spieler des Spiels wurde Suryakumar Yadav ausgezeichnet.
| 29. Oktober Scorecard | Dubai | Kolkata Knight Riders 172-5 (20)          | – | Chennai Super Kings 174-4 (20) |
|                       |       | Chennai Super Kings gewinnt mit 6 Wickets |   |                                |

Chennai gewann den Münzwurf und entschied sich als Feldmannschaft zu beginnen. Für Kolkata erzielte Nitish Rana 87 Runs. Bester Bowler für Mumbai war Lungi Ngidi mit 2 Wickets für 34 Runs. Für Chennai erzielte Ruturaj Gaikwad 72 Runs und Ambati Rayudu 38 Runs. Beste Bowler für Kolkata waren Varun Chakravarthy mit 2 Wickets für 20 Runs und Pat Cummins mit 2 Wickets für 31 Runs. Als Spieler des Spiels wurde Ruturaj Gaikwad ausgezeichnet.
| 30. Oktober Scorecard | Abu Dhabi | Kings XI Punjab 185-4 (20)             | – | Rajasthan Royals 186-3 (17.3) |
|                       |           | Rajasthan Royals gewinnt mit 7 Wickets |   |                               |

Rajasthan gewann den Münzwurf und entschied sich als Feldmannschaft zu beginnen. Für Punjab erzielte Chris Gayle 99 Runs und KL Rahul 46 Runs. Beste Bowler für Rajasthan waren Jofra Archer mit 2 Wickets für 26 Runs und Ben Stokes mit 2 Wickets für 32 Runs. Für Rajasthan erzielte Ben Stokes 50 Runs, Sanju Samson 48 Runs, Steven Smith 31* Runs und Robin Uthappa 30 Runs. Für Punjab erzielten zwei Bowler jeweils 1 Wicket. Als Spieler des Spiels wurde Ben Stokes ausgezeichnet.
| 31. Oktober Scorecard | Dubai | Delhi Capitals 110-9 (20) | – | Mumbai Indians 111-1 |
|                       |       |                           |   |                      |

Mumbai gewann den Münzwurf und entschied sich als Feldmannschaft zu beginnen. Für Delhi erzielte Shreyas Iyer 25 Runs. Beste Bowler für Mumbai waren Jasprit Bumrah mit 3 Wickets für 17 Runs und Trent Boult mit 3 Wickets für 21 Runs. Für Mumbai erzielte Ishan Kishan 72* Runs. Für Delhi erzielte Anrich Nortje ein Wicket. Als Spieler des Spiels wurde Ishan Kishan ausgezeichnet.
| 31. Oktober Scorecard | Sharjah | Royal Chall. Bangalore 120-7 (20)         | – | Sunrisers Hyderabad 121-5 (14.1) |
|                       |         | Sunrisers Hyderabad gewinnt mit 5 Wickets |   |                                  |

Hyderabad gewann den Münzwurf und entschied sich als Feldmannschaft zu beginnen. Für Bangalore erzielte
Josh Philippe 32 Runs. Beste Bowler für Hyderabad waren Sandeep Sharma mit 2 Wickets für 20 Runs und Jason Holder mit 2 Wickets für 27 Runs. Für Hyderabad erzielte Wriddhiman Saha 39 Runs. Bester Bowler für Bangalore war Yuzvendra Chahal mit 2 Wickets für 19 Runs. Als Spieler des Spiels wurde Sundeep Sharma ausgezeichnet.
| 1. November Scorecard | Abu Dhabi | Kings XI Punjab 153-6 (20)                | – | Chennai Super Kings 154-1 (18.5) |
|                       |           | Chennai Super Kings gewinnt mit 9 Wickets |   |                                  |

Chennai gewann den Münzwurf und entschied sich als Feldmannschaft zu beginnen. Für Punjab erzielte
Deepak Hooda 62* Runs. Bester Bowler für Chennai war Lungi Ngidi mit 3 Wickets für 39 Runs. Für Chennai erzielte Ruturaj Gaikwad 62* Runs, Faf du Plessis 48 Runs und Ambati Rayudu 30 Runs. Für Punjab erzielte Chris Jordan das einzige Wicket. Als Spieler des Spiels wurde Ruturaj Gaikwad ausgezeichnet.
| 1. November Scorecard | Dubai | Kolkata Knight Riders 191-7 (20)          | – | Rajasthan Royals 131-9 (20) |
|                       |       | Kolkata Knight Riders gewinnt mit 60 Runs |   |                             |

Rajasthan gewann den Münzwurf und entschied sich als Feldmannschaft zu beginnen. Für Kolkata erzielte
Eoin Morgan 68* Runs, Rahul Tripathi 39 Runs und Shubman Gill 36 Runs. Bester Bowler für Rajasthan war Rahul Tewatia mit 3 Wickets für 25 Runs. Für Rajasthan erzielte Jos Buttler 35 Runs und Rahul Tewatia 31 Runs. Bester Bowler für Kolkata war Pat Cummins mit 4 Wickets für 34 Runs. Als Spieler des Spiels wurde Pat Cummins ausgezeichnet.
| 2. November Scorecard | Abu Dhabi | Royal Chall. Bangalore 152-7 (20)    | – | Delhi Capitals 154-4 (19) |
|                       |           | Delhi Capitals gewinnt mit 6 Wickets |   |                           |

Delhi gewann den Münzwurf und entschied sich als Feldmannschaft zu beginnen. Für Bangalore erzielte
Devdutt Padikkal 50 Runs und AB de Villiers 35 Runs. Bester Bowler für Delhi war Anrich Nortje mit 3 Wickets für 33 Runs. Für Delhi erzielte Ajinkya Rahane 60 Runs und Shikhar Dhawan 54 Runs. Bester Bowler für Bangalore war Shahbaz Ahmed mit 2 Wickets für 26 Runs. Als Spieler des Spiels wurde Anrich Nortje ausgezeichnet.
| 3. November Scorecard | Sharjah | Mumbai Indians 149-8 (20)                  | – | Sunrisers Hyderabad 151-0 (17.1) |
|                       |         | Sunrisers Hyderabad gewinnt mit 10 Wickets |   |                                  |

Hyderabad gewann den Münzwurf und entschied sich als Feldmannschaft zu beginnen. Für Mumbai erzielte
Kieron Pollard 41 Runs, Suryakumar Yadav 36 Runs und Ishan Kishan 33 Runs. Bester Bowler für Hyderabad war Sandeep Sharma mit 3 Wickets für 34 Runs. Für Hyderabad erzielte David Warner 85 Runs und Wriddhiman Saha 58 Runs. Als Spieler des Spiels wurde Shahbaz Nadeem ausgezeichnet.

### Playoffs

#### Spiel A
| 5. November Scorecard | Dubai | Mumbai Indians 200-5 (20)          | – | Delhi Capitals 143-8 (20) |
|                       |       | Mumbai Indians gewinnt mit 57 Runs |   |                           |

#### Spiel B
| 6. November Scorecard | Abu Dhabi | Royal Chall. Bangalore 131-7 (20)         | – | Sunrisers Hyderabad 132-2 (19.4) |
|                       |           | Sunrisers Hyderabad gewinnt mit 6 Wickets |   |                                  |

#### Spiel C
| 8. November Scorecard | Abu Dhabi | Delhi Capitals 189-3 (20)          | – | Sunrisers Hyderabad 172-8 (20) |
|                       |           | Delhi Capitals gewinnt mit 17 Runs |   |                                |

#### Finale
| 10. November Scorecard | Dubai | Delhi Capitals 156-7 (20)            | – | Mumbai Indians 157-5 (18.4) |
|                        |       | Mumbai Indians gewinnt mit 5 Wickets |   |                             |